# Покривник сірий
Покривни́к сірий (Aprositornis disjuncta) — вид горобцеподібних птахів родини сорокушових (Thamnophilidae). Мешкає в Амазонії. Раніше цей вид відносили до роду Покривник (Myrmeciza), однак за результатами молекулярно-генетичного дослідження, яке показало поліфілітичність цього роду, його було переведено до новоствореного монотипового роду  Aprositornis.

## Поширення і екологія
Сірочереві покривники мешкають на крайньому сході Колумбії (Ґуайнія), на південному заході Венесуелі (захід Амасонасу) і на північному заході Бразилії (Національний парк Жау і середня течія Ріу-Бранку). Вони живуть в сезонно заплавних саванах і чагарникових заростях, на висоті до 150 м над рівнем моря.